# Maître de la Passion de Lyversberg

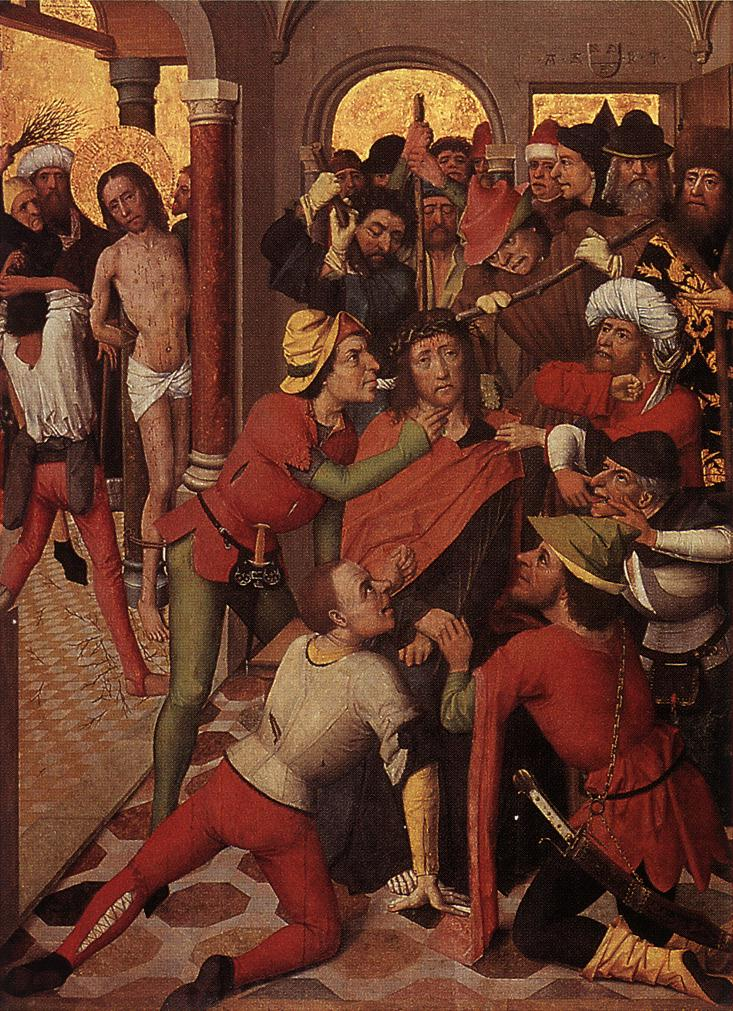
Retable de la Passion de Lyversberg (détail).

Le Maître de la Passion de Lyversberg est un peintre anonyme de Cologne, actif vers 1460-1490. Il doit ce nom de convention au retable de la Passion réalisé pour la chartreuse Sainte Barbe de Cologne, offert en 1464 par la famille Rinck, et qui a appartenu, au début du XIXe siècle, au collectionneur Jakob Johann Lyversberg. 

## Style
Proches de celles du Maître de la Vie de Marie au point que certaines des œuvres de ce dernier sont maintenant attribuées au Maître de la Passion de Lyversberg, ses œuvres portent également la marque d'influences flamandes, notamment de Dirk Bouts, de Rogier van der Weyden et de Hans Memling.
Le Maître de la Passion de Lyversberg est, avec d'autres artistes contemporains de l'« École de Cologne », comme le Maître de la Vie de Marie ou le Maître de la Légende de saint Georges, influencé par les nouvelles peintures hollandaises, et participe de manière significative au développement d'un style nouveau dans la région de Cologne après la période dominée par Stephan Lochner. L'artiste travaillait dans l'entourage immédiat du Maître de la Vie de Marie, et il exécuta avec celui-ci plusieurs retables.
Autant Lochner a peut-être été influencé par Robert Campin, autant on peut reconnaître dans l’œuvre du Maître de la Passion de Lyversberg l’influence de successeurs de Campin comme Rogier van der Weyden ou Dieric Bouts. C’est surtout dans les détails des paysages et des villes, figurant au fond de ses tableaux, et qui sont rendus avec une précision parfaite, que l’on peut reconnaître une telle influence. Elle marque le passage d’une conception de la nature dans une peinture, d’une représentation schématique dans l’art gothique à une représentation par observation de la nature. 
Mais le Maître est encore plus proche des canons de son temps que des modèles flamands. Il s’installe vers 1460 à Cologne, et y dirige son propre atelier jusqu’en 1490. Son style narratif s’est enrichi d’éléments de la réalité, ses groupes nombreux et étroitement resserrés, sa composition et son dessin déterminent son style et permettent de le différencier d'autres maîtres contemporains .

## Œuvres

### Retable de la Passion

Retable de la Passion
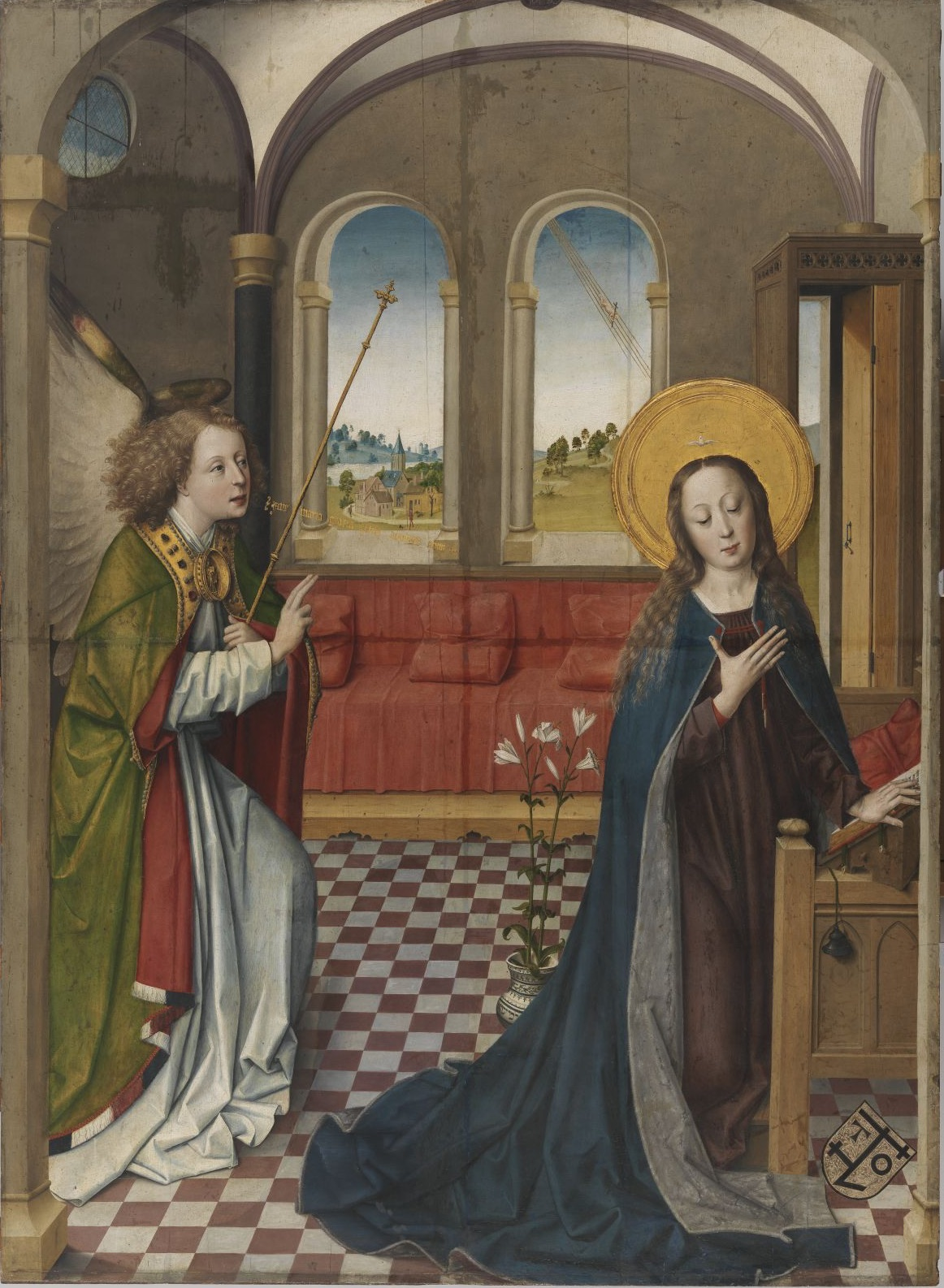
Annonciation (Nuremberg)
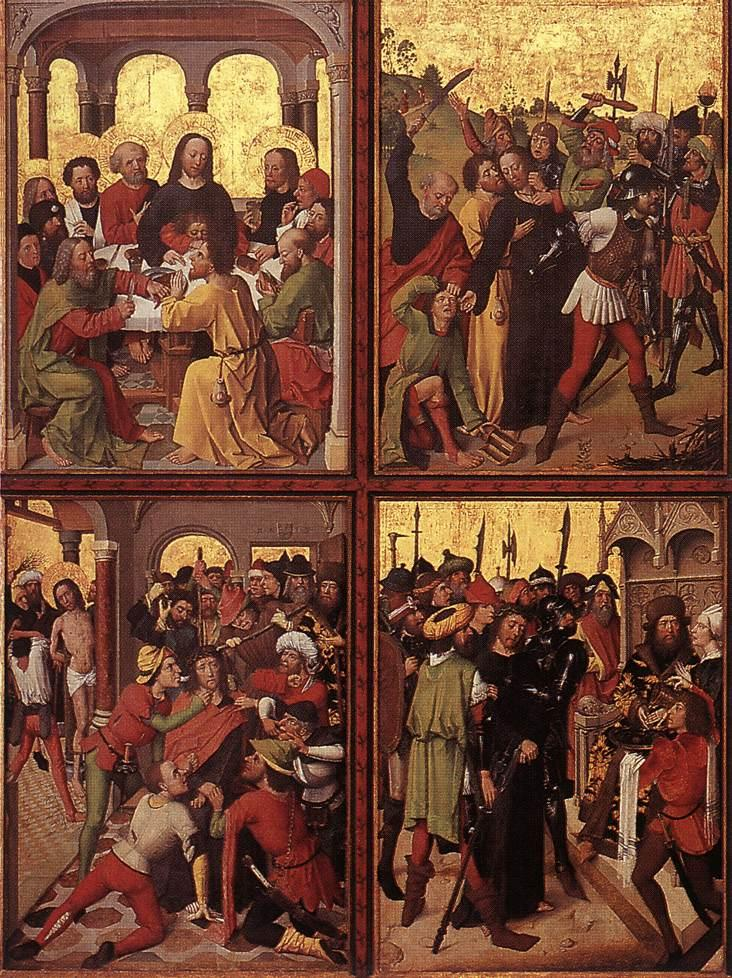
Volet gauche. Wallraf-Richartz Museum.
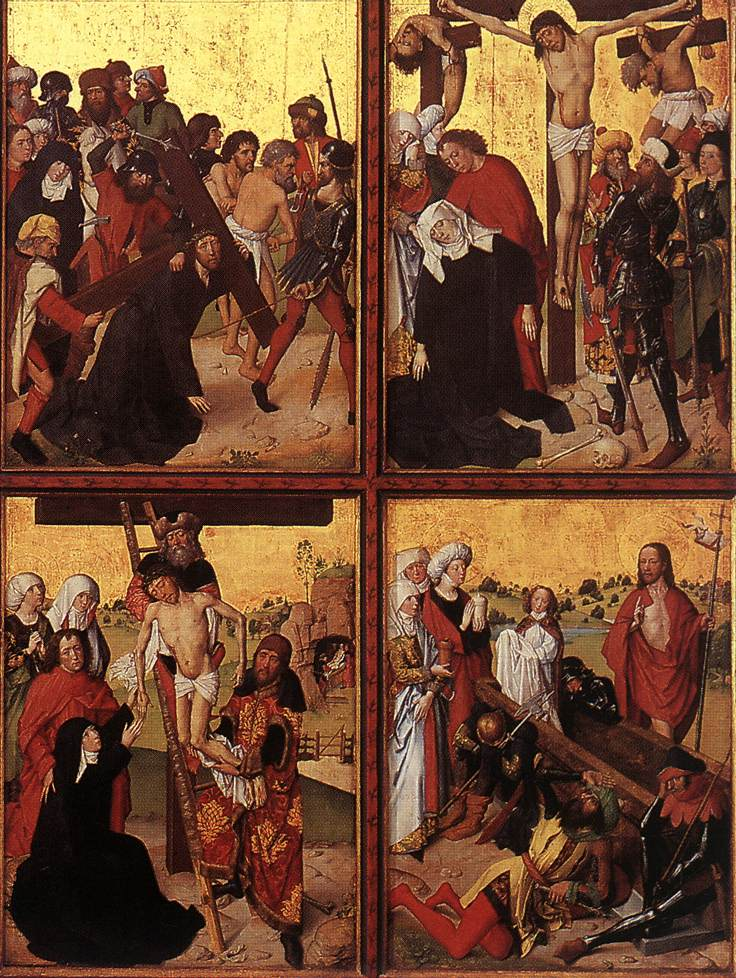
Volet droit. Wallraf-Richartz Museum.
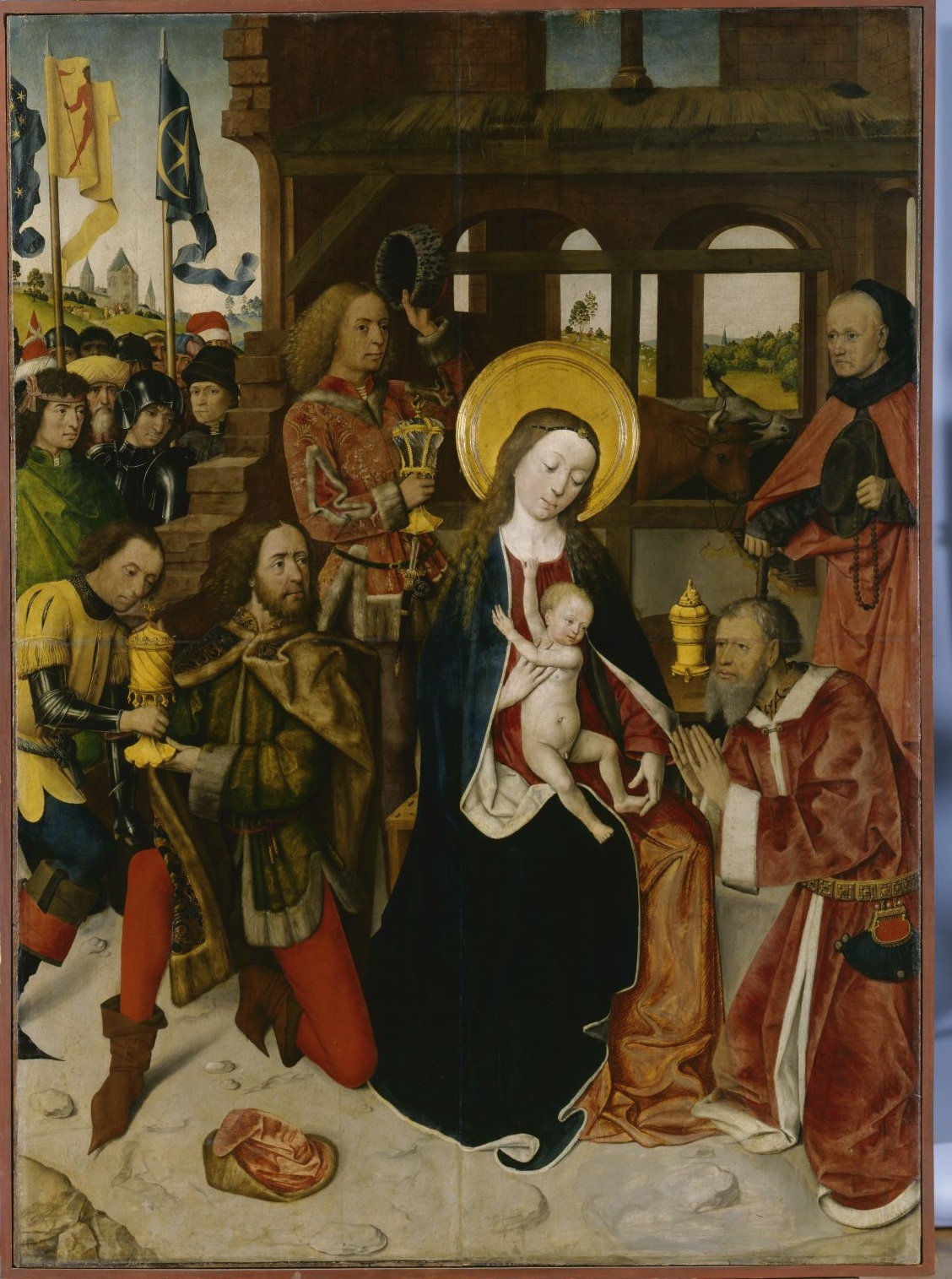
Adoration des rois (Nuremberg).

Le retable de la Passion, dont huit panneaux sont au Wallraf-Richartz Museum de Cologne, est maintenant dispersé. Ce retable des chartreux de sainte Barbe à Cologne a appartenu, au début du XIXe siècle au marchand et collectionneur d'art Jakob Johann Lyversberg, qui l’a acquis lors de la sécularisation des biens du monastère. L'extérieur des volets, qui représentent l'Annonciation et l'Adoration des Rois, se trouvent au musée de Nuremberg, et les panneaux intérieurs sont au Wallraf-Richartz Museum de Cologne. 

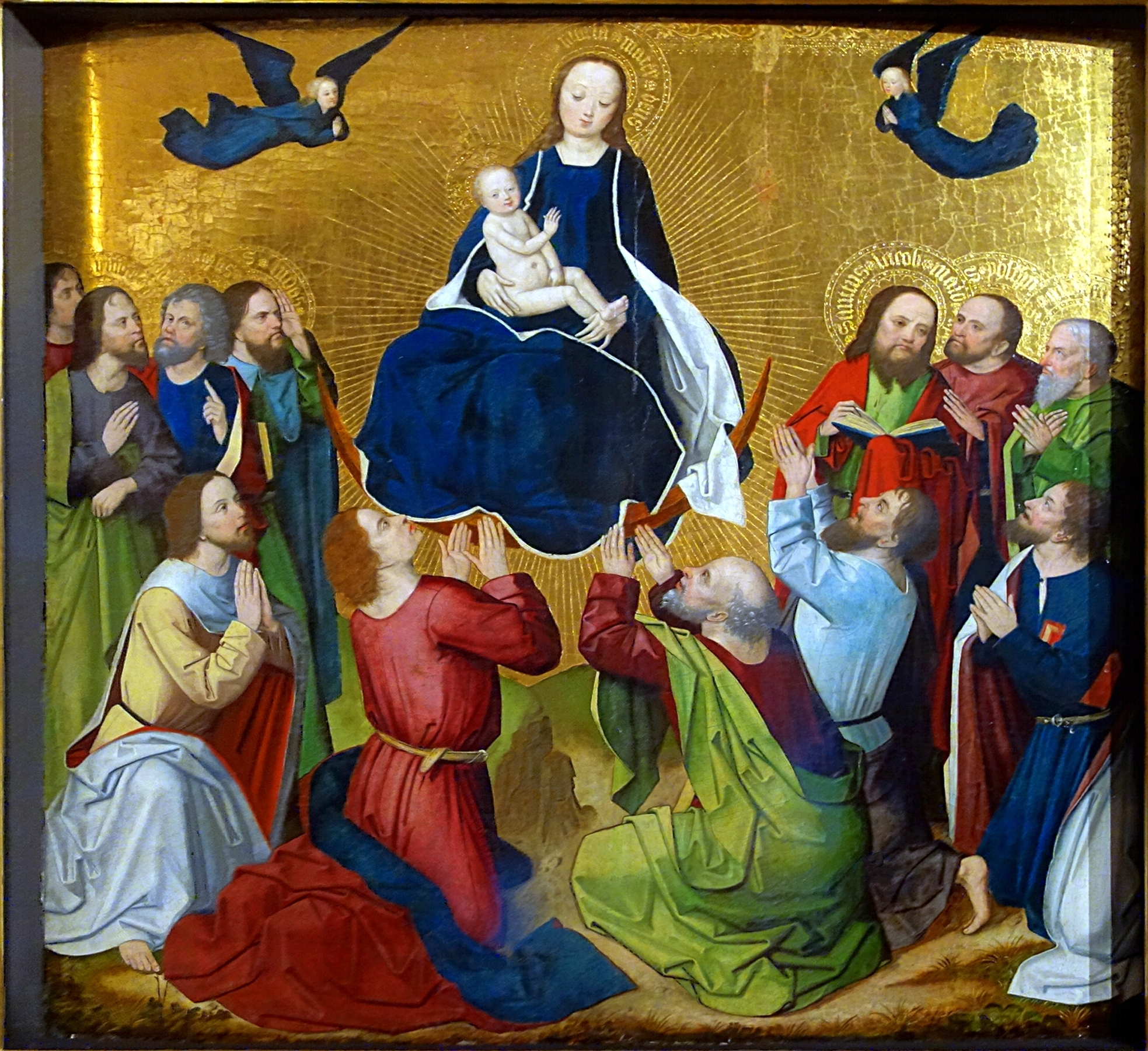
La Vierge en gloire au milieu des apôtres.

Sur les faces intérieures des volets de ce retable sont peintes huit scènes de la Passion, sur le premier la Cène, l'Arrestation, la Flagellation et l'Ecce Homo, sur le deuxième la Montée au calvaire, la Crucifixion, la Déposition et la Résurrection,. Chacun des huit « petits » panneaux mesure 93,4 × 68,4 cm, ce qui fait que chaque volet mesure environ 187 × 137 cm. La représentation des scènes est conforme aux traditions : ainsi, pour la scène de la résurrection, les trois femmes venues avec des onguents voient la tombe vide, un ange leur montre le linceul; le Christ ressuscité porte de fanion et la croix signes de sa victoire sur la mort et bénit l'assemblée. Ici, le Christ est à côté de la tombe, fréquemment il est debout mais dans la tombe ou avec une jambe dans la tombe. Les soldats romains endormis censés surveiller la tombe portent des vêtements d'époque.

### La Vierge en gloire au milieu des apôtres
La Vierge en gloire au milieu des apôtres 78,5 × 78 cm, v. 1470 Palais des beaux-arts de Lille. La Vierge apparaît en gloire sur un fond d’or, les pieds posés sur un croissant de lune. Cette vision évoque à la fois l’Immaculée Conception, l’Assomption (avec les apôtres autour d’elle) et de l’Apocalypse (par le croissant de lune). Les apôtres placés en demi-cercle autour de la Vierge permettent de créer un effet d’espace. La Vierge peut être rapproché de Stefan Lochner, les apôtres sont plus proches des figures de Rogier van der Weyden et Dirk Bouts. Ce panneau de bois était à l’origine la partie centrale d’un triptyque, un tableau d’autel en trois parties. Les volets latéraux sont aujourd’hui conservés à Cologne au musée Wallraf-Richartz. L’œuvre a sans doute été réalisée pour une église de la ville, et au vu de ses dimensions réduites, elle devait être placée dans une petite chapelle. Les volets nous apprennent que c’est une famille entière qui a payé pour sa fabrication. Y sont représentés les parents, ainsi que leurs huit fils et sept filles !

### Retable desSept Joies de la Vierge

Retable des Sept Joies de la Vierge
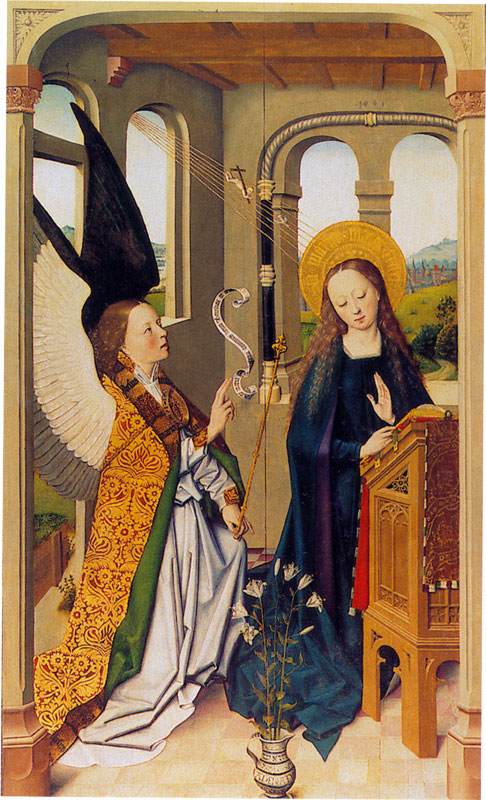
Volet gauche.
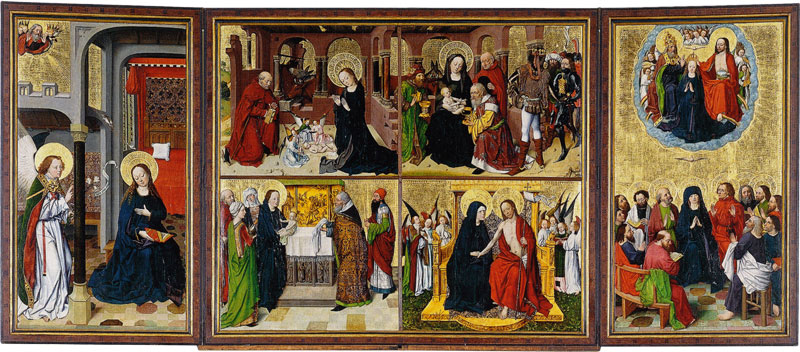
Retable ouvert.
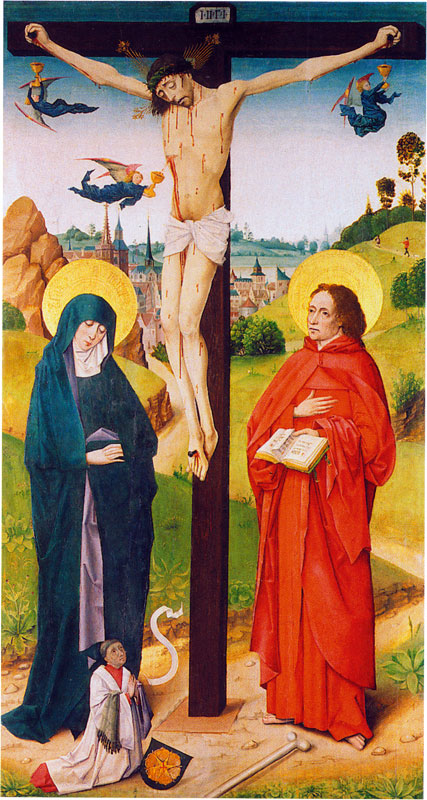
Volet droit.

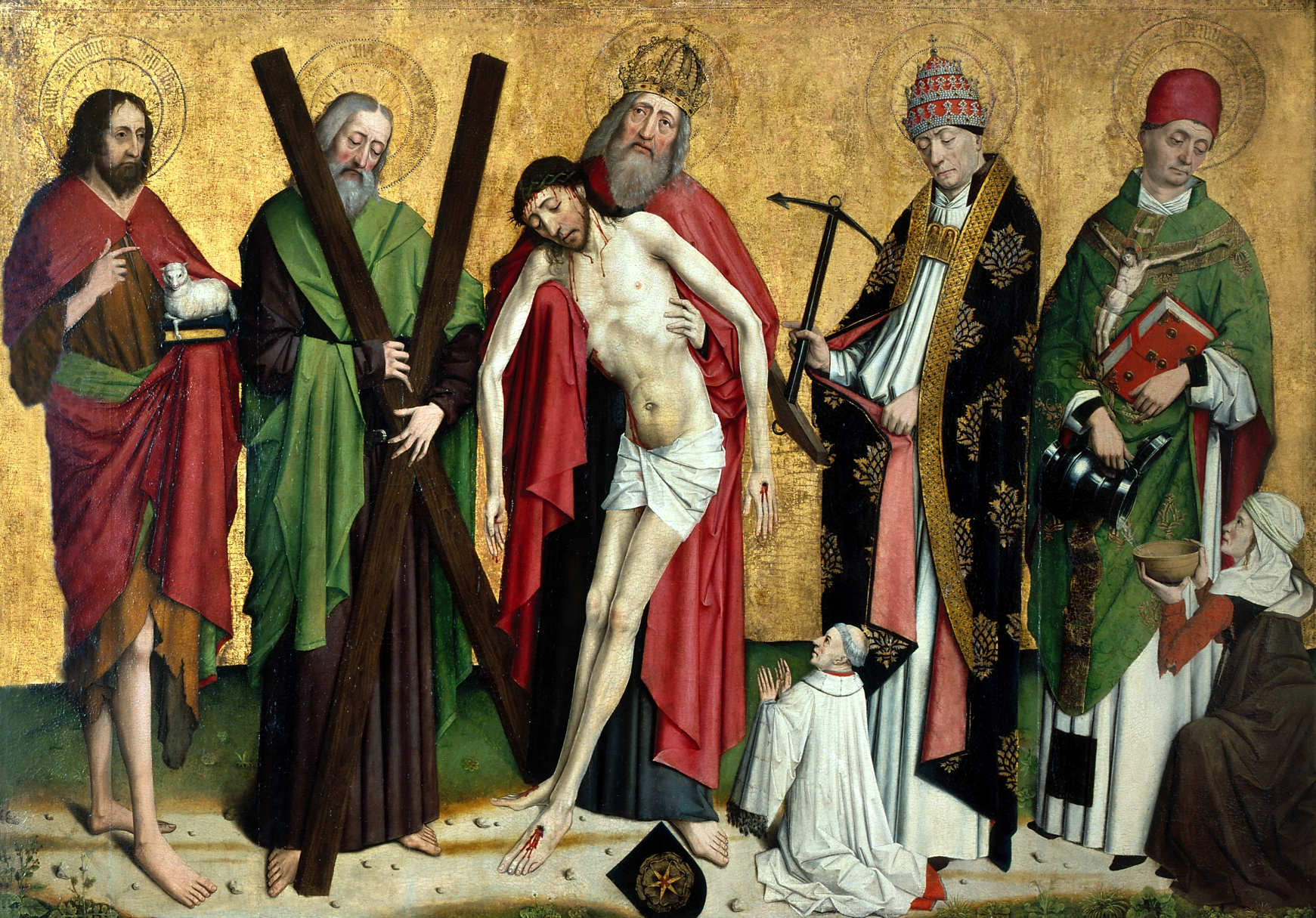
Trinité avec apôtres, église Notre-Dame

Le Retable des Sept Joies de la Vierge, église Notre-Dame de Linz am Rhein, et la Trinité avec apôtres, se trouvent dans la même église.
Le retable est probablement un don de Johannes Ruysch, un neveu du savant Tilman Joel, originellement pour la chapelle du Conseil consacrée en 1462 et démolie en 1818. Le retable est alors transféré dans l’église Saint-Martin et sert, avec des interruptions, comme maître-autel jusqu’en 1953. Depuis 1967, le triptyque est posé sur le maître-autel de l’église Sainte-Marie. 
En position ouverte, on voit sur le volet gauche une Annonciation, le panneau central est formé de quatre tableaux : en haut à gauche une Nativité et à droite l’Adoration des rois mages, en bas une Présentation au temple et Apparition du Christ à la Vierge. À droite la Pentecôte et, au-dessus, un Couronnement de Marie. En position fermée, les volets présentent une deuxième Annonciation et une Crucifixion avec Marie et Jean l’Évangéliste. Le fond des tableaux est encore doré, l’Annonciation et la Nativité montrent des influences flamandes. Les deux panneaux de la Nativité aide l’Adoration des mages se partagent le même paysage, formé d’un groupe d’arcades; deux scènes ne sont séparées que par un fin tasseau de bois, et le manteau vert du roi Caspar déborde sur la Nativité. Alors que les volets intérieurs et le panneau central sont sur fond doré, les panneaux de l’extérieur montrent des paysages avec, au fond, une ville, des rochers et des collines.
Malgré son nom, le retable ne suit pas exactement le programme pictural usuel des Sept Joies de la Vierge que sont, le plus fréquemment
Annonciation, Visitation, Nativité, Adoration, Apparition du Christ à la Vierge, Pentecôte, Assomption. Ici la Visitation est absente, et une Présentation au temple est ajoutée.

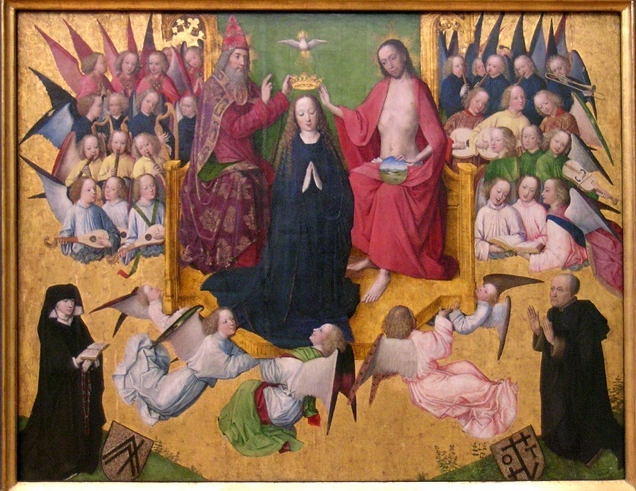
Couronnement de la Vierge.

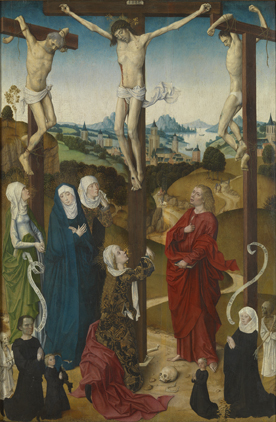
Calvaire-avec-donateurs

L’existence de la deuxième scène d’Annonciation a fait émettre l’hypothèse qu’après la mort du donateur Tilmann Joël en 1461 il y a eu une interruption du travail, et que le programme des peintures a été ensuite modifié ou terminé de façon simplifié. Il se peut que le personnage du donateur sur le panneau extérieur ne soit pas Tillant Joël, mais son neveu. Il paraît en effet bien jeune, comparé au donateur qui figure sur la Trinité; de plus ,son blason porte une fleur rouge alors que le donateur de la Trinité a un blason noir.

### Le Couronnement de la Vierge
Conservé à la Alte Pinakothek, Munich (salle III, Inventaire n° WAF 625 ), ce grand panneau 101,3 × 133 cm est le panneau central d'un retable, avec portraits des donateurs identifiés comme étant Johann et Margarete Rinck. Deux autres panneaux, représentant respectivement saint Jacques et saint Antoine l'Ermite, constituent des fragments du retable. Ils sont étroits (32 cm) et n'ont donc pas servi de volets de fermeture

### Calvaire avec donateurs
Ce Calvaire avec donateurs 87,5 × 57,5 cm se trouve aux Musées royaux des beaux-arts de Belgique.

## Articles liés
- Stephan Lochner
- Maître de la Vie de Marie
- Maître de la Légende de saint Georges